# Walter Tjaden
Walter Tjaden (né le 9 août 1906 à Oldenbourg, mort le 4 novembre 1985 à Starnberg) est un ingénieur du son et directeur de production allemand.

## Biographie
Tjaden étudie à l'école polytechnique d'Oldenbourg et en 1927 il entre au département de recherche de Siemens, où il est impliqué dans le développement du matériel pour le cinéma sonore.
Il devient le premier ingénieur du son de l'UFA. Jusque dans les années 1950, Walter Tjaden est le premier ingénieur du son du cinéma germanophone aux côtés de Walter Rühland. Installé à Vienne à partir de 1936, il travaille sporadiquement comme directeur de production et assistant réalisateur.
En 1952, Tjaden est brièvement directeur de la diffusion de la Nordwestdeutscher Rundfunk. À partir de 1954, il se concentre entièrement sur la gestion de la production du cinéma (principalement autrichien) et prend en charge notamment les dernières productions de Willi Forst. Dans les années 1960, Walter Tjaden se détourne temporairement du long métrage et produit des films publicitaires avec sa propre entreprise, avant de recommencer à travailler régulièrement en tant que directeur de production à partir de 1968, à son installation à Munich. Dans cette fonction, il supervise plusieurs productions de Rolf Thiele et deux adaptations cinématographiques de Johannes Mario Simmel.
En 1976, Walter Tjaden se retire de l'industrie cinématographique.

## Filmographie

### Ingénieur du son
- 1930 : Rosenmontag (de)
- 1930 : Das gestohlene Gesicht
- 1931 : Ihre Majestät die Liebe (de)
- 1931 : … und das ist die Hauptsache!?
- 1931 : Das Ekel (de)
- 1931 : Bombes sur Monte-Carlo
- 1931 : Meine Frau, die Hochstaplerin
- 1931 : On préfère l'huile de foie de morue
- 1931 : Son Altesse l'amour
- 1931 : Yorck
- 1932 : Monte Carlo Madness
- 1932 : Wenn dem Esel zu wohl ist…
- 1932 : Kreuzer Emden (de)
- 1933 : Le Jeune Hitlérien Quex
- 1933 : Inge und die Millionen (de)
- 1933 : Viktor und Viktoria
- 1934 : Die Freundin eines großen Mannes
- 1934 : Seine beste Erfindung
- 1934 : Ein Mann will nach Deutschland
- 1934 : Gorch Fock
- 1934 : Lottchens Geburtstag
- 1934 : Kannst Du pfeifen, Johanna?
- 1934 : Bayreuth bereitet die Festspiele vor
- 1935 : Zigeunerbaron
- 1935 : Le Baron tzigane
- 1936 : Die letzten Vier von Santa Cruz
- 1944 : Das Herz muß schweigen (de)
- 1947 : Der Hofrat Geiger

### Directeur de production
- 1937 : Liebling der Matrosen
- 1940 : Donauschiffer
- 1949 : Hexen
- 1955 : Ja, so ist das mit der Liebe
- 1955 : Pays de mes amours
- 1955 : Dunja
- 1956 : Mayerling - le dernier amour du fils de Sissi
- 1956 : Wenn Poldi ins Manöver zieht
- 1956 : Kaiserjäger
- 1957 : L'Aubergiste des bords du Danube
- 1957 : Wien, du Stadt meiner Träume
- 1959 : Dans les griffes du tigre
- 1959 : Mikosch im Geheimdienst
- 1960 : L'Auberge du Cheval-Blanc
- 1963 : Le Grand Retour
- 1963 : Le Château de Barbe-Bleue
- 1968 : Wenn die kleinen Veilchen blüh'n (TV)
- 1970 : Engel, die ihre Flügel verbrennen
- 1971 : Der scharfe Heinrich
- 1972 : Der Stoff aus dem die Träume sind
- 1972 : La Pluie noire

### Producteur
- 1939 : Prinzessin Sissy
- 1939 : Hotel Sacher (de)
- 1949 : Das Siegel Gottes (de)
- 1950 : Der Wallnerbub (de)
- 1952 : Ansage (TV)
- 1954 : Ein Haus voll Liebe
- 1956 : Lügen haben hübsche Beine
- 1956 : Fuhrmann Henschel
- 1956 : Mariés pour rire
- 1957 : Die unentschuldigte Stunde
- 1958 : Man müßte nochmal zwanzig sein
- 1958 : Zauber der Montur
- 1959 : À bout de nerfs
- 1969 : Les Contes de Grimm pour grandes personnes
- 1970 : Frisch, fromm, fröhlich, frei
- 1971 : Der Kapitän
- 1977 : Frauenstation